# L'uomo che verrà
L'uomo che verrà (O Homem que Chegará (título em Portugal) ou O Homem que Virá (título no Brasil)) é um filme italiano do género drama histórico, realizado e escrito por Giorgio Diritti, Tania Pedroni e Giovanni Galavotti, e protagonizado por Maya Sansa, Alba Rohrwacher e Greta Zuccheri Montanari. A sua estreia mundial ocorreu no Festival de Cinema de Roma a 16 de outubro de 2009, e estreou-se nos cinemas da Itália a 22 de janeiro de 2000.

## Elenco
- Maya Sansa como Lena
- Alba Rohrwacher como Beniamina
- Claudio Casadio como Armando
- Greta Zuccheri Montanari como Martina
- Maria Grazia Naldi como Vittoria
- Stefano "Vito" Bicocchi como senhor Buganelli
- Eleonora Mazzoni como senhora Buganelli
- Orfeo Orlando como comerciante
- Diego Pagotto como Pepe
- Bernardo Bolognesi como partidário Gianni
- Stefano Croci como Dino
- Zoello Gilli como Dante
- Timo Jacobs como médico oficial da Schutzstaffel
- Germano Maccioni como Ubaldo Marchioni
- Raffaele Zabban como Giovanni Fornasini
- Francesco Modugno como Antonio

## Produção
O filme foi gravado em Radicondoli, na província italiana de Siena, e em Monte San Pietro, na província italiana de Bolonha, com um orçamento de três milhões de euros, realizado com a ajuda da Rai Cinema e do Ministério dos Bens, Atividades Culturais e Turismo da Itália.

## Reconhecimentos
| Ano  | Prémios                                                                           | Categorias                                                   | Destinatários e nomeados                            | Resultado | Referências   |
| ---- | --------------------------------------------------------------------------------- | ------------------------------------------------------------ | --------------------------------------------------- | --------- | ------------- |
| 2009 | Festival de Cinema de Roma                                                        | Prémio do Público Marc'Aurelio de Ouro de melhor filme — BNL | L'uomo che verrà                                    | Venceu    | [ 6 ]         |
| 2009 | Festival de Cinema de Roma                                                        | Grande Prémio do Júri Marc'Aurelio de Prata                  | L'uomo che verrà                                    | Venceu    | [ 6 ]         |
| 2009 | Festival de Cinema de Roma                                                        | Prémio «O Melhor da Juventude»                               | L'uomo che verrà                                    | Venceu    | [ 6 ]         |
| 2009 | Festival de Cinema de Roma                                                        | Marc'Aurelio de Ouro de melhor filme                         | L'uomo che verrà                                    | Indicado  | [ 6 ]         |
| 2010 | David di Donatello                                                                | Melhor filme                                                 | L'uomo che verrà                                    | Venceu    | [ 7 ] [ 8 ]   |
| 2010 | David di Donatello                                                                | Melhor produção                                              | Giorgio Diritti e Simone Bachini                    | Venceu    | [ 7 ] [ 8 ]   |
| 2010 | David di Donatello                                                                | Melhor mistura de som                                        | Carlo Missidenti                                    | Venceu    | [ 7 ] [ 8 ]   |
| 2010 | David di Donatello                                                                | Melhor realização                                            | Giorgio Diritti                                     | Indicado  | [ 7 ] [ 8 ]   |
| 2010 | David di Donatello                                                                | Melhor argumento                                             | Giorgio Diritti, Giovanni Galavotti e Tania Pedroni | Indicado  | [ 7 ] [ 8 ]   |
| 2010 | David di Donatello                                                                | Melhor atriz                                                 | Greta Zuccheri Montanari                            | Indicado  | [ 7 ] [ 8 ]   |
| 2010 | David di Donatello                                                                | Melhor atriz secundária                                      | Alba Rohrwacher                                     | Indicado  | [ 7 ] [ 8 ]   |
| 2010 | David di Donatello                                                                | Melhor direção de fotografia                                 | Roberto Cimatti                                     | Indicado  | [ 7 ] [ 8 ]   |
| 2010 | David di Donatello                                                                | Melhor montagem                                              | Giorgio Diritti e Paolo Marzoni                     | Indicado  | [ 7 ] [ 8 ]   |
| 2010 | David di Donatello                                                                | Melhor canção                                                | Marco Biscardini e Daniele Furlati                  | Indicado  | [ 7 ] [ 8 ]   |
| 2010 | David di Donatello                                                                | Melhor direção de arte                                       | Giancarlo Basili                                    | Indicado  | [ 7 ] [ 8 ]   |
| 2010 | David di Donatello                                                                | Melhor guarda-roupa                                          | Lia Francesca Morandini                             | Indicado  | [ 7 ] [ 8 ]   |
| 2010 | David di Donatello                                                                | Melhor maquilhagem                                           | Amel Ben Soltante                                   | Indicado  | [ 7 ] [ 8 ]   |
| 2010 | David di Donatello                                                                | Melhor penteado                                              | Daniela Tartari                                     | Indicado  | [ 7 ] [ 8 ]   |
| 2010 | David di Donatello                                                                | Melhores efeitos especiais                                   | Limina                                              | Indicado  | [ 7 ] [ 8 ]   |
| 2010 | David di Donatello                                                                | David Jovem                                                  | L'uomo che verrà                                    | Indicado  | [ 7 ] [ 8 ]   |
| 2010 | Globo de Ouro                                                                     | Grande Prémio da Imprensa Estrangeira                        | L'uomo che verrà                                    | Venceu    | [ 9 ]         |
| 2010 | Ciak de Ouro                                                                      | Melhor realização                                            | Giorgio Diritti                                     | Venceu    | [ 10 ] [ 11 ] |
| 2010 | Ciak de Ouro                                                                      | Melhor produção                                              | Giorgio Diritti, Simone Bachini e Aranciafilm       | Venceu    | [ 10 ] [ 11 ] |
| 2010 | Ciak de Ouro                                                                      | Melhor som em sincronia                                      | Carlo Missidenti e Alessandro Romano                | Venceu    | [ 10 ] [ 11 ] |
| 2010 | Ciak de Ouro                                                                      | Melhor argumento                                             | Giorgio Diritti, Giovanni Galavotti e Tania Pedroni | Indicado  | [ 10 ] [ 11 ] |
| 2010 | Ciak de Ouro                                                                      | Melhor atriz secundária                                      | Alba Caterina Rohrwacher                            | Indicado  | [ 10 ] [ 11 ] |
| 2010 | Ciak de Ouro                                                                      | Melhor direção de fotografia                                 | Roberto Cimatti                                     | Indicado  | [ 10 ] [ 11 ] |
| 2010 | Ciak de Ouro                                                                      | Melhor montagem                                              | Giorgio Diritti e Paolo Marzoni                     | Indicado  | [ 10 ] [ 11 ] |
| 2010 | Ciak de Ouro                                                                      | Melhor direção de arte                                       | Giancarlo Basili                                    | Indicado  | [ 10 ] [ 11 ] |
| 2010 | Ciak de Ouro                                                                      | Melhor guarda-roupa                                          | Lia Francesca Morandini                             | Indicado  | [ 10 ] [ 11 ] |
| 2010 | Nastro d'Argento do Sindicato Nacional dos Jornalistas Cinematográficos Italianos | Melhor produção                                              | Giorgio Diritti e Simone Bachini                    | Venceu    | [ 12 ] [ 13 ] |
| 2010 | Nastro d'Argento do Sindicato Nacional dos Jornalistas Cinematográficos Italianos | Melhor direção de arte                                       | Giancarlo Basili                                    | Venceu    | [ 12 ] [ 13 ] |
| 2010 | Nastro d'Argento do Sindicato Nacional dos Jornalistas Cinematográficos Italianos | Melhor som em sincronia                                      | Carlo Missidenti                                    | Venceu    | [ 12 ] [ 13 ] |
| 2010 | Nastro d'Argento do Sindicato Nacional dos Jornalistas Cinematográficos Italianos | Melhor realização                                            | Giorgio Diritti                                     | Indicado  | [ 12 ] [ 13 ] |
| 2010 | Nastro d'Argento do Sindicato Nacional dos Jornalistas Cinematográficos Italianos | Melhor direção de fotografia                                 | Roberto Cimatti                                     | Indicado  | [ 12 ] [ 13 ] |
| 2010 | Nastro d'Argento do Sindicato Nacional dos Jornalistas Cinematográficos Italianos | Melhor montagem                                              | Giorgio Diritti                                     | Indicado  | [ 12 ] [ 13 ] |
| 2010 | Nastro d'Argento do Sindicato Nacional dos Jornalistas Cinematográficos Italianos | Melhor guarda-roupa                                          | Lia Francesca Morandini                             | Indicado  | [ 12 ] [ 13 ] |
| 2010 | Prémio Flaiano                                                                    | Melhor realização                                            | Giorgio Diritti                                     | Venceu    | [ 14 ]        |
| 2010 | Festival Internacional de Cinema de Bari                                          | Prémio Ennio Morricone de melhor composição musical          | Marco Biscarini e Daniele Furlati                   | Venceu    | [ 15 ]        |
| 2010 | Festival Internacional de Cinema de Bari                                          | Melhor atriz revelação jovem                                 | Greta Zuccheri Montanari                            | Venceu    | [ 15 ]        |
| 2010 | Festival de Cinema, Teatro e Literatura de Trieste                                | Alabarda de Ouro                                             | L'uomo che verrà                                    | Venceu    | [ 16 ]        |
| 2010 | Festival de Cinema de Ísquia                                                      | Prémio Castelo Aragonês de melhor realização                 | Giorgio Diritti                                     | Venceu    | [ 17 ]        |
| 2010 | Federação Italiana de Ensaio Cinematográfico                                      | Prémio do Público                                            | L'uomo che verrà                                    | Venceu    | [ 18 ]        |
| 2010 | Festival de Cinema Europeu de Bruxelas                                            | Prémio do Público                                            | L'uomo che verrà                                    | Venceu    | [ 19 ]        |
| 2010 | Festival de Cinema Europeu de Bruxelas                                            | Prémio Prize de melhor filme                                 | L'uomo che verrà                                    | Venceu    | [ 19 ]        |
| 2010 | Festival Internacional de Cinema-D Skip City                                      | Grande Prémio de Cinema-D Sony                               | L'uomo che verrà                                    | Venceu    | [ 20 ]        |
| 2011 | Festival de Cinema Italiano de Bastia                                             | Grande Prémio do Júri                                        | L'uomo che verrà                                    | Venceu    | [ 21 ]        |
| 2011 | Graal de Ouro                                                                     | Melhor atriz de drama                                        | Maya Sansa                                          | Indicado  | [ 22 ]        |